# (21429) Gulati
(21429) Gulati (1998 FG104) – planetoida z pasa głównego asteroid okrążająca Słońce w ciągu 3,5 lat w średniej odległości 2,3 j.a. Odkryta 31 marca 1998 roku.